# Lessie
Lessie ist eine Unincorporated Community im Nassau County im US-Bundesstaat Florida. Der Ort liegt im Zentrum des Countys.
Im Jahre 1899 wurde eine Poststation mit dem Namen Lessie eröffnet und 1908 wieder geschlossen.